# Władysław Roguski

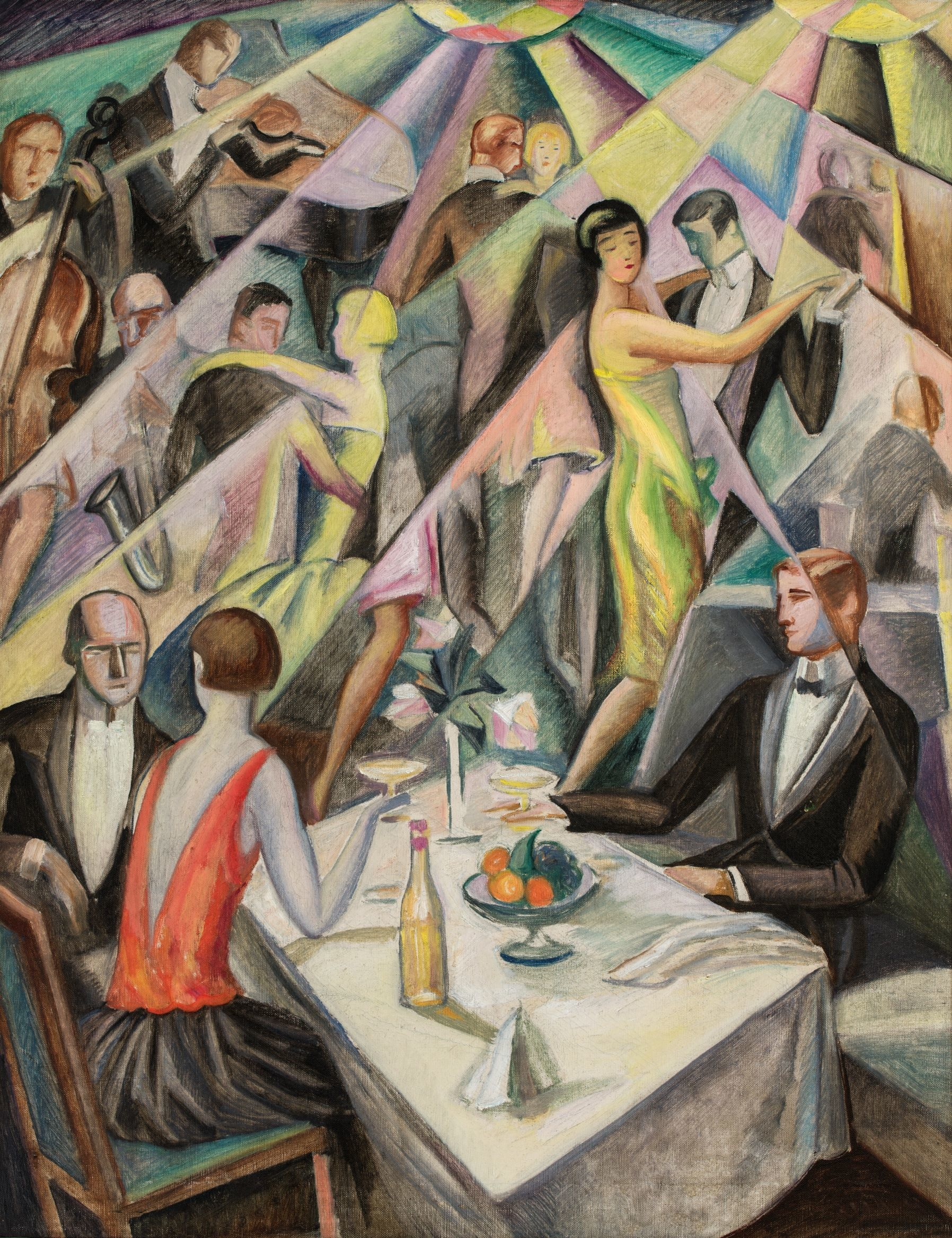
Dancing

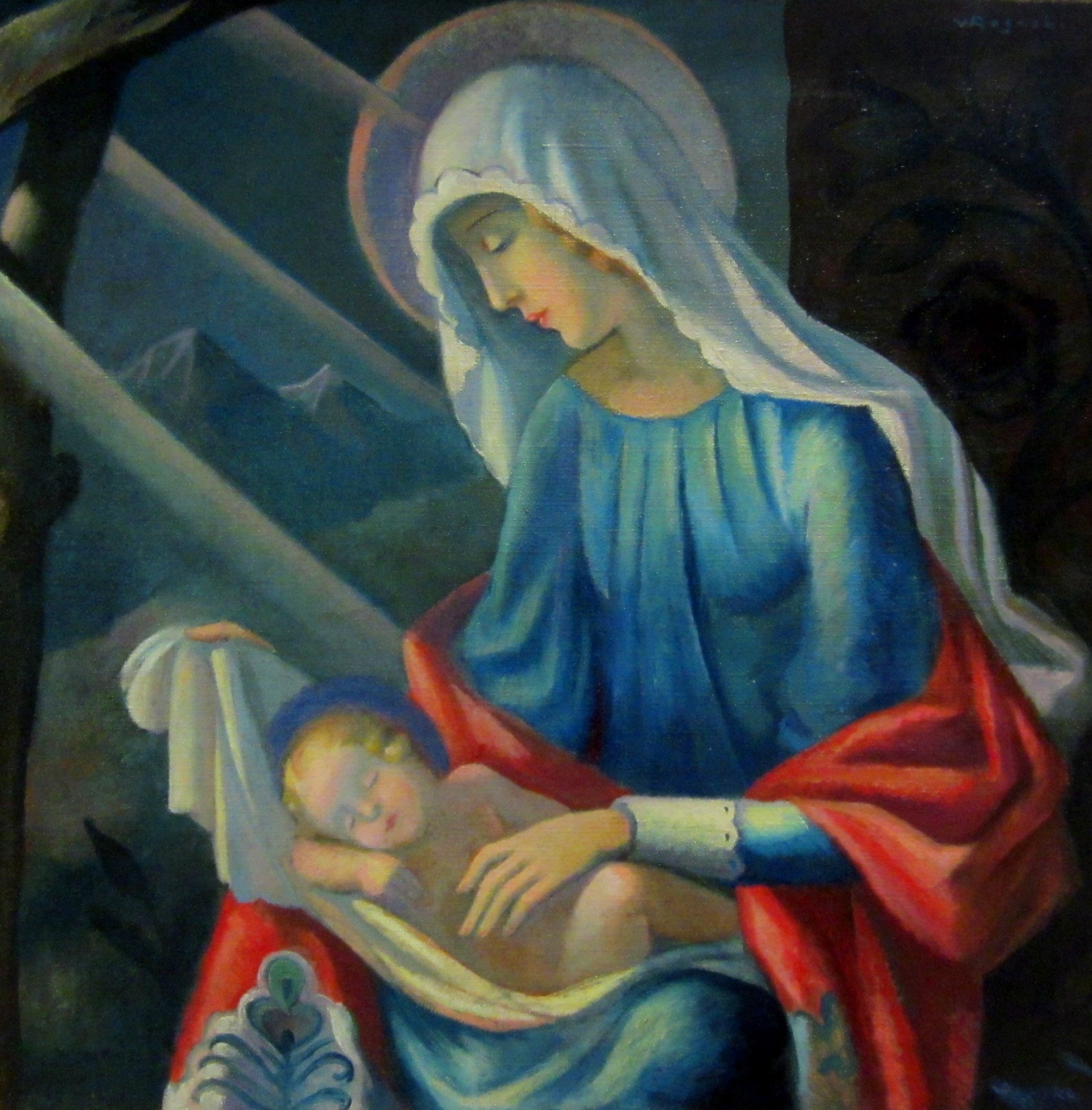
Madonna z Dzieciątkiem

Władysław Roguski (ur. 27 marca 1890 w Warszawie, zm. 3 lub 29 lutego 1940 w Poznaniu) – polski malarz, grafik, projektant tkanin.

## Życiorys
Naukę malarstwa rozpoczął w warszawskiej Szkole Rysunku u Jana Kauzika i Miłosza Kotarbińskiego. Następnie studiował w krakowskiej Szkole Sztuk Pięknych w pracowniach Józefa Mehoffera i Józefa Pankiewicza. Po ukończeniu nauki tworzył, od 1911 wystawiał w Towarzystwie Zachęty Sztuk Pięknych. Wstąpił do LP 4 września 1914 służył w Legionach Polskich, walczył w szeregach 1 kompanii I baonu 3 pułku piechoty II Brygady. Pełnił funkcję sekcyjnego. Od 1918 walczył w 3 pułku artylerii lekkiej Legionów. Od 1920 przez dwa lata wystawiał z Formistami, a dwa lata później z Rytmem i działającą w Poznaniu grupą Plastyka. Występował w kabarecie Ździebko. W 1922 został wykładowcą w Państwowej Szkole Sztuk Zdobniczych w Poznaniu. Aresztowany przez Gestapo został rozstrzelany 3 lub 29 lutego 1940 na terenie Fortu VII w Poznaniu.

## Twórczość
Twórczość Władysława Roguskiego obejmuje malarstwo rodzajowe i portretowe, wiele obrazów przedstawia tematykę religijną. Jednym z motywów był wizerunek Madonny z Dzieciątkiem, który artysta ukazywał w stylu podobnym do ludowego malarstwa na szkle. Najczęstszą techniką stosowaną przez Roguskiego była akwarela.

## Ordery i odznaczenia
- Krzyż Srebrny Orderu Virtuti Militari (1921)[1]
- Złoty Krzyż Zasługi (11 listopada 1936)[2]
- Srebrny Krzyż Zasługi (9 listopada 1932)[3]